# Penstemon acaulis
Penstemon acaulis är en grobladsväxtart som beskrevs av L. Williams. Penstemon acaulis ingår i släktet penstemoner, och familjen grobladsväxter. Inga underarter finns listade i Catalogue of Life.